# Spilosoma javanica
Spilosoma javanica är en fjärilsart som beskrevs av Rothschild 1910. Spilosoma javanica ingår i släktet Spilosoma och familjen björnspinnare. Inga underarter finns listade i Catalogue of Life.